# 谷瑞生
谷瑞生，中華民國外交官、政府官員。畢業於輔仁大學德語語文學系學士、淡江大學歐洲研究所碩士、波恩大学法學博士。曾任外交部歐洲司科長、駐德國臺北代表處政務組長、外交部研究設計會執行秘書暨副主任、駐德國臺北代表處公使銜副代表、駐瑞士臺北文化經濟代表團公使銜代表、外交部研究設計會主任等職務，現任駐瑞典台北代表團大使銜代表、候任駐德國臺北代表處大使銜代表。
在外交部任職期間，亦先後擔任國立高雄第一科技大學應用德語系、淡江大學歐洲研究所／國際事務與戰略研究所、輔仁大學德語語文研究所兼任助理教授。專長国际法、國際關係、中華民國外交政策。

## 職業生涯
2018年1月13日，瑞士德语《巴塞爾日報》刊登駐瑞士代表谷瑞生題為「來自臺灣的新年期待──讓我們一起向中國大陸呼籲」的專文，向瑞士說明臺灣對中國大陸片面啟用M503等航線的政策與立場。強調中國大陸片面啟用M503等航線傷害兩岸關係，並呼籲其不應僅做中國夢，應對區域穩定與和平作出貢獻。
2018年6月7日，臺灣資深體育主播傅達仁在瑞士苏黎世的「尊嚴」機構執行安乐死，經由駐瑞士代表谷瑞生與參事王永德的恊助，於1天之內完成所有文件認證，家屬將帶其骨灰返回臺北。谷瑞生在傅達仁前往蘇黎世前，就已與其見面，谷瑞生曾引用宗教典故並以家鄉菜款待，力勸打消死意未果。
2018年6月21日，駐瑞士代表谷瑞生將接任外交部研究設計會主任，在伯尔尼舉辦惜別餐會，伯恩市長葛拉夫恩里德、國會友臺小組主席穆利等人應邀出席。